# Летни младежки олимпийски игри 2010
I-те летни младежки олимпийски игри се провеждат от 14 до 26 август 2010 в Сингапур.
Право на участие имат атлети на възраст между 14 и 18 години. 

## Българско участие
Боянка Костова печели златен медал във вдигането на тежести при девойките в категория до 53 кг. с общ резултат от 192 кг. (85 кг. в изхвърлянето; 107 кг. в изтласкването). 
Джанан Ахмед завършва четвърта в борбата свободен стил в категория до 60 кг. 
Лъчезар Шумков завършва на 14-о място в плуването на 100 метра бруст. 
Галина Николова завършва на 4-то място в скок височина с личен резултат 1.79.
Карин Околие е 5-а в бягането на 200 м. с личен резултат 24.34.
Георги Шиков печели златен медал в категорията до 85 кг.при младежите с общ резултат от 335 кг.(152 кг. в изхвърлянето и 183 кг в изтласкването)
Георги Цонов печели бронзовото отличие в троиния скок с резултат 15,80 метра
Анастасия Кисе завършва 5-а във финала на многобоя в художествената гимнастика.
Денислав Суслеков остава 4-ти в боксовия турнир в категория да 53 кг.
Йоана Дамянова остава 4-та в турнира по джудото в категория до 44 кг.
Христина Мунчева остава 28-а в дисциплината 50 метра свободен стил от плувния турнир.
Теодор Тодоров отпада на 1/8 финал в дисциплината стрелба с лък

## Кандидати за домакин
- Сингапур
- Москва